# Övre Svartsvedsåsen
Övre Svartsvedsåsen är ett naturreservat i Hudiksvalls kommun i Gävleborgs län.
Området är naturskyddat sedan 2009 och är 30 hektar stort. Reservatet ligger i Svågans dalgång och består av gammal granskog och ålderstigna aspar.